# Cornelius (Musiker)

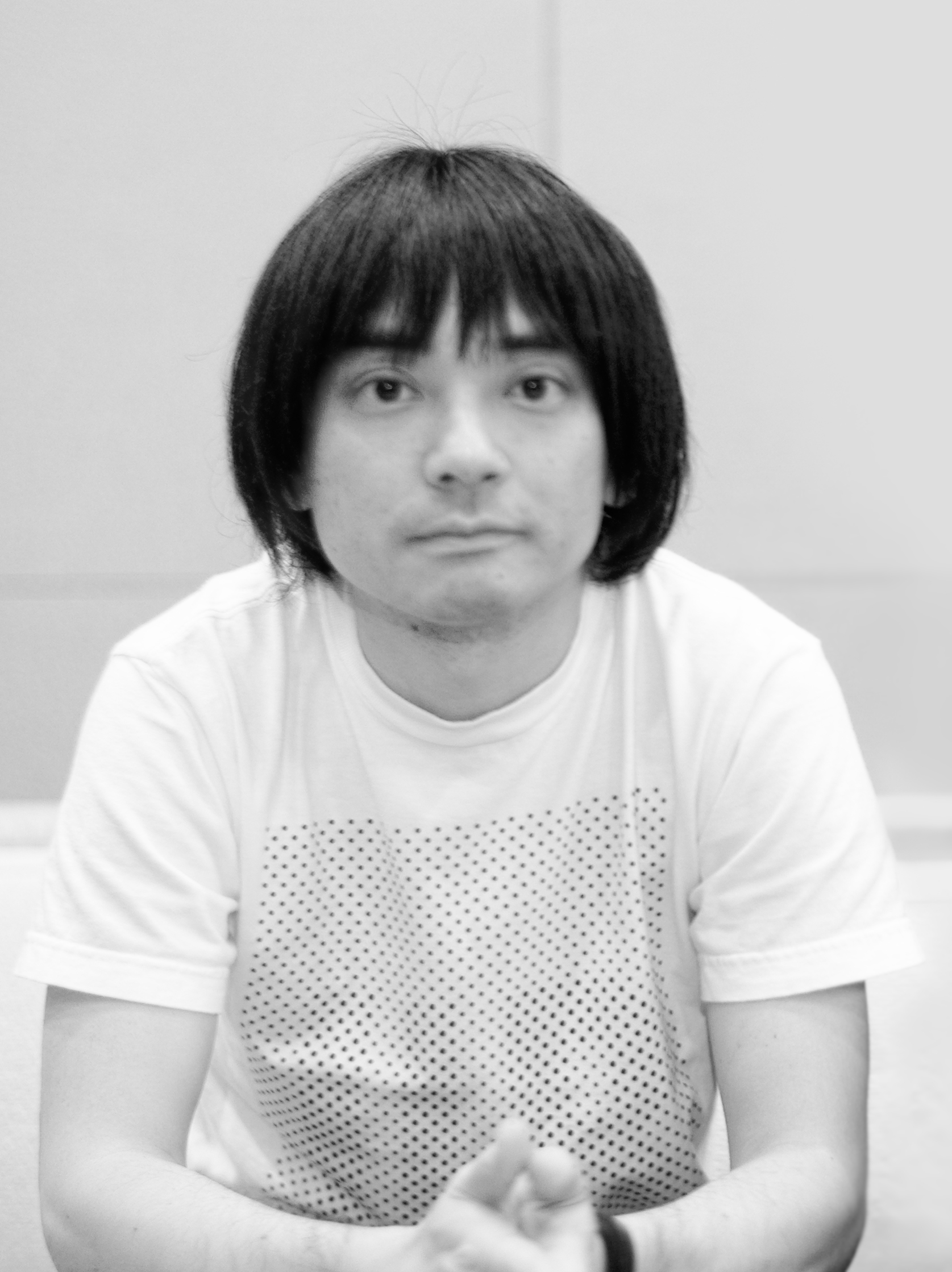
Keigo Oyamada (2007)

Keigo Oyamada (小山田 圭吾, * 27. Januar 1969 in Setagaya-ku, Tokio, Japan), auch bekannt unter seinem Künstlernamen Cornelius, ist ein japanischer Musiker und Produzent, der Flipper’s Guitar, eine einflussreiche Shibuya-kei-Band, mitbegründete.

## Leben und Wirken
Nach deren Auflösung im Jahr 1991 begann Oyamada unter dem Namen „Cornelius“ eine erfolgreiche Solokarriere. Sein Pseudonym spielt auf die gleichnamige Figur aus dem Film Planet der Affen an. Im Jahr 1997 veröffentlichte er das Album Fantasma, das ihm Lob von amerikanischen Musikkritikern einbrachte, die ihn einen „modernen Brian Wilson“ oder den „japanischen Beck“ nannten.
Oyamada war von 2000 bis 2012 mit der Musikerin Takako Minekawa verheiratet, mit der er ein Kind hat. Er ist ein Cousin zweiten Grades von Joi Ito und Miki Berenyi.

## Diskografie

### Studioalben
| Jahr | Titel                    | Höchstplatzierung, Gesamtwochen, AuszeichnungChartsChartplatzierungen (Jahr, Titel, Platzierungen, Wochen, Auszeichnungen, Anmerkungen) | Anmerkungen                            |
| Jahr | Titel                    | JP | Anmerkungen                            |
| ---- | ------------------------ | --- | -------------------------------------- |
| 1994 | The First Question Award | JP27 Gold · (2 Wo.)JP | Erstveröffentlichung: 25. Februar 1994 |
| 1995 | 69/96                    | JP— GoldJP | Erstveröffentlichung: 1. November 1995 |
| 1997 | Fantasma                 | JP32 Gold · (4 Wo.)JP | Erstveröffentlichung: 6. August 1997   |
| 2001 | Point                    | JP35 (2 Wo.)JP | Erstveröffentlichung: 24. Oktober 2001 |
| 2006 | Sensuous                 | JP8 (13 Wo.)JP | Erstveröffentlichung: 25. Oktober 2006 |
| 2017 | Mellow Waves             | JP10 (12 Wo.)JP | Erstveröffentlichung: 28. Juni 2017    |
| 2023 | Dream in Dream           | JP7 (14 Wo.)JP | Erstveröffentlichung: 28. Juni 2023    |
| 2024 | Ethereal Essence         | JP24 (4 Wo.)JP | Erstveröffentlichung: 26. Juni 2024    |

### EPs
| Jahr | Titel               | Höchstplatzierung, Gesamtwochen, AuszeichnungChartsChartplatzierungen (Jahr, Titel, Platzierungen, Wochen, Auszeichnungen, Anmerkungen) | Anmerkungen                              |
| Jahr | Titel               | JP | Anmerkungen                              |
| ---- | ------------------- | --- | ---------------------------------------- |
| 1993 | Holidays in the Sun | — | Erstveröffentlichung: 10. September 1993 |

### Remixalben
| Jahr | Titel                                     | Höchstplatzierung, Gesamtwochen, AuszeichnungChartsChartplatzierungen (Jahr, Titel, Platzierungen, Wochen, Auszeichnungen, Anmerkungen) | Anmerkungen                                              |
| Jahr | Titel                                     | JP | Anmerkungen                                              |
| ---- | ----------------------------------------- | --- | -------------------------------------------------------- |
| 1996 | 96/69                                     | — | Erstveröffentlichung: 9. Juni 1996 Remix-Album von 69/96 |
| 1998 | FM – Fantasma Remixes                     | — | Erstveröffentlichung: 26. November 1998                  |
| 1998 | CM – Cornelius Remixes                    | — | Erstveröffentlichung: 26. November 1998                  |
| 2003 | CM2 – Interpretation by Cornelius         | — | Erstveröffentlichung: 25. Juni 2003                      |
| 2003 | PM by Humans                              | — | Erstveröffentlichung: 23. Juli 2003                      |
| 2009 | CM3 – Interpretation Remixed by Cornelius | JP32 (4 Wo.)JP | Erstveröffentlichung: 13. Mai 2009                       |
| 2012 | CM4                                       | JP53 (2 Wo.)JP | Erstveröffentlichung: 5. September 2012                  |
| 2015 | Constellations of Music                   | JP30 (3 Wo.)JP | Erstveröffentlichung: 19. August 2015                    |

### Soundtracks
| Jahr | Titel                                    | Höchstplatzierung, Gesamtwochen, AuszeichnungChartsChartplatzierungen (Jahr, Titel, Platzierungen, Wochen, Auszeichnungen, Anmerkungen) | Anmerkungen                            |
| Jahr | Titel                                    | JP | Anmerkungen                            |
| ---- | ---------------------------------------- | --- | -------------------------------------- |
| 2013 | Ghost in the Shell: Arise                | JP33 (7 Wo.)JP | Erstveröffentlichung: 23. Januar 2013  |
| 2013 | The Cat That Lived a Million Times       | — | Erstveröffentlichung: 31. Oktober 2013 |
| 2015 | Ghost in the Shell: The New Movie O.S.T. | JP62 (3 Wo.)JP | Erstveröffentlichung: 17. Juni 2015    |

### Singles
| Jahr | Titel Album                                                   | Höchstplatzierung, Gesamtwochen, AuszeichnungChartplatzierungen (Jahr, Titel, Album, Platzierungen, Wochen, Auszeichnungen, Anmerkungen) | Höchstplatzierung, Gesamtwochen, AuszeichnungChartplatzierungen (Jahr, Titel, Album, Platzierungen, Wochen, Auszeichnungen, Anmerkungen) | Anmerkungen                              |
| Jahr | Titel Album                                                   | JP | UK | Anmerkungen                              |
| ---- | ------------------------------------------------------------- | --- | --- | ---------------------------------------- |
| 1993 | The Sun Is My Enemy The First Question Award                  | — | — | Erstveröffentlichung: 1. September 1993  |
| 1993 | Perfect Rainbow The First Question Award                      | — | — | Erstveröffentlichung: 10. November 1993  |
| 1994 | (You Can’t Always Get) What You Want The First Question Award | — | — | Erstveröffentlichung: 26. Januar 1994    |
| 1994 | Moon Light Story The First Question Award                     | — | — | Erstveröffentlichung: 25. Juni 1994      |
| 1995 | Moon Walk 69/96                                               | — | — | Erstveröffentlichung: 16. Oktober 1995   |
| 1997 | Star Fruits Surf Rider Fantasma                               | — | — | Erstveröffentlichung: 2. Juli 1997       |
| 2001 | Point of View Point Point                                     | — | — | Erstveröffentlichung: 5. September 2001  |
| 2001 | Drop Point                                                    | — | UK82 (1 Wo.)UK | Erstveröffentlichung: 3. Dezember 2001   |
| 2006 | Music Sensuous                                                | JP17 (8 Wo.)JP | — | Erstveröffentlichung: 23. August 2006    |
| 2006 | Breezin’ Sensuous                                             | JP20 (6 Wo.)JP | — | Erstveröffentlichung: 27. September 2006 |
| 2023 | 変わる消える Dream in Dream                                   | JP24 (2 Wo.)JP | — | Erstveröffentlichung: 22. Februar 2023   |
| 2024 | Bad Advice / Mind Train Ethereal Essence                      | JP39 (2 Wo.)JP | — | Erstveröffentlichung: 21. August 2024    |